# Isala Van Diest
Anne Catherine Albertine Isala Van Diest, connue sous le nom d'Isala Van Diest, née à Louvain le 7 mai 1842 et morte à Knokke le 6 février 1916, est la première femme médecin de Belgique et la première femme  universitaire belge. En 1884, Isala Van Diest a 42 ans lorsqu’elle reçoit définitivement, par un arrêté royal spécial, l’autorisation d’exercer la médecine en Belgique.

## Biographie
Fille d’un chirurgien et accoucheur large d’esprit, Isala Van Diest reçoit, ainsi que ses sœurs, la même éducation que leur frère. Leur mère, Élisabeth Victoire Génie, les emmène en voyage en Angleterre, où elles entrent en contact avec le milieu progressiste. 
L’école supérieure secondaire n’étant pas encore à cette époque accessible aux filles en Belgique, Isala est mise en pension à Berne pour la préparer à l’université. 
À son retour en 1873, elle tente de s’inscrire à la faculté de médecine de l’Université catholique de Louvain, mais se heurte au refus de la hiérarchie religieuse et en particulier du recteur, Mgr Namèche, qui lui propose de devenir sage-femme,. Elle refuse et, après un cours préparatoire en Allemagne pour  renforcer son allemand et surtout les mathématiques et le latin, retourne à Berne à l'été 1874, les universités suisses étant les premières d’Europe à s’ouvrir aux femmes.
En 1876, elle obtient un doctorat en sciences naturelles et, en 1879 son diplôme de médecine avec une thèse sur l’état d’hygiène des prisons. Au 19e siècle, le débat sur les prisons se concentre sur l'aspect médical et Isala Van Diest préconise des réformes du système pénitentiaire.
Elle part exercer son métier durant deux ans en Angleterre où les femmes médecins ont la liberté d'exercer depuis 1866. Attachée au New Hospital for Women, fondé par Elisabeth Garrett Anderson, la première femme médecin britannique, elle y rencontre des féministes anglaises.
De retour en Belgique et afin de pouvoir faire reconnaître son diplôme, elle est contrainte de suivre des cours complémentaires à l’Université libre de Bruxelles accessible aux femmes depuis 1880. Avec Emma Leclercq, Louise Popelin et Marie Destrée, elle est une des premières étudiantes de Belgique. Il faudra un arrêté royal en 1884, pour qu’elle soit autorisée à ouvrir son propre cabinet médical à Bruxelles. Elle a alors 42 ans.
Elle rencontre toutefois encore des difficultés, ayant à vaincre les préjugés de ses patients et de ses collègues. Jusqu'en 1890, sa patientèle comporte surtout des patients britanniques et américains, peut-être davantage habitués à être soignés par une femme, ainsi que des femmes et des enfants.
En 1881, Isala Van Diest participe à la fondation de la Société de moralité publique, une organisation pluraliste présidée par Emile de Laveleye, dont le but est de lutter contre la traite internationale des femmes et réglementer la prostitution. En 1889, elle entre dans le comité exécutif de l'organisation et y reste jusqu'en 1902. 
En plus de sa clientèle privée, elle s’occupe de donner des soins aux pensionnaires du Refuge, un centre d'accueil pour anciennes prostituées et de lutte contre la traite des femmes et la prostitution. Elle est également partisane du mouvement abolitionniste international pour l'éradication de la prostitution. Féministe, elle fonde en 1892 avec Marie Popelin, première femme belge diplômée en Droit, la Ligue belge du droit des femmes. 
En 1902, perdant progressivement la vue, elle cesse ses activités et s’installe à Knokke, où elle passe les dernières années de sa vie. 

## Honneurs
En 1914, Isala Van Diest est nommée présidente d'honneur de l'exposition De hedendaagse vrouw (La femme contemporaine) organisée par la ville d'Anvers.[réf. nécessaire]
Isala Van Diest et Marie Popelin figurent ensemble sur une pièce commémorative de deux euros émise à 5 millions d’exemplaires en 2011 par la Banque nationale de Belgique à l’occasion du centenaire de la Journée internationale des Femmes.
En 2020 est inauguré un nouveau quartier à Bruxelles sur l’ancien site industriel Tour et Taxis. Vingt-huit nouvelles voies sont baptisées (d’après 1397 propositions), dont la rue Isala Van Diest. Des rues portent également son nom à Liège et Gand.
En 2020, un projet de recherche sur le microbiome vaginal à l'Université d'Anvers est appelé Isala en hommage à Isala Van Diest.
Elle est mise à l'honneur par le moteur de recherche Google le 24 novembre 2021.

## Exposition
L'exposition Isala & Louise s'est tenue au Musée M de Louvain en 2011 en hommage à Isala Van Diest et Louise Héger.